# Liste des épisodes de Star Trek: Voyager
Cet article présente la liste des épisodes de la série télévisée Star Trek: Voyager.

## Première saison (1995)
1. Le Pourvoyeur, première partie (Caretaker - Part One)
2. Le Pourvoyeur, deuxième partie (Caretaker - Part Two)
3. Parallax (Parallax)
4. Encore et encore (Time and Again)
5. Phage (Phage)
6. Le nuage (The Cloud)
7. Par le chas d'une aiguille (Eye of the Needle)
8. Une fois l'impossible exclu (Ex Post Facto)
9. Émanations (Emanations)
10. Directive première (Prime Factors)
11. Félonie (State of Flux)
12. Héros et démons (Heroes and Demons)
13. Possession (Cathexis)
14. Visages (Faces)
15. Jetrel (Jetrel)
16. Le droit chemin (Learning Curve)

## Deuxième saison (1995-1996)
1. Les Trente-Septiens (The 37's)
2. Initiations (Initiations)
3. Projections (Projections)
4. Elogium (Elogium)
5. Non Sequitur (Non Sequitur)
6. Distorsions (Twisted)
7. Parturition (Parturition)
8. Hallucinations (Persistence of Vision)
9. Tatouage (Tattoo)
10. Froid comme l'enfer (Cold Fire)
11. Tactiques et Manœuvres (Maneuvers)
12. Résistance (Resistance)
13. Prototype (Prototype)
14. Alliances (Alliances)
15. Le Seuil (Threshold)
16. Fusion Mentale (Meld)
17. Le Fléau (Dreadnought)
18. Suicide (Death Wish)
19. Soins et Passions (Lifesigns)
20. Investigations (Investigations)
21. Dédoublements (Deadlock)
22. Innocence (Innocence)
23. Le Clown (The Thaw)
24. Tuvix (Tuvix)
25. Résolutions (Resolutions)
26. L'Assaut, première partie (Basics - Part One)

## Troisième saison (1996-1997)
1. L'Assaut, deuxième partie (Basics - Part Two)
2. Flashback (Flashback)
3. Géhenne (The Chute)
4. L'Essaim (The Swarm)
5. Faux Profits (Fasle Profits)
6. Devoir de mémoire (Remember)
7. Rite sacré (Sacred Ground)
8. Un futur en danger, première partie (Future's End - Part One)
9. Un futur en danger, deuxième partie (Future's End - Part Two)
10. Le Seigneur de la guerre (Warlord)
11. Q-uerelle de succession (The Q and the Grey)
12. Macrovirus (Macrocosm)
13. Un marché honnête (Fair Trade)
14. Alter Ego (Alter Ego)
15. Coda (Coda)
16. La Fièvre du sang (Blood Fever)
17. Le collectif (Unity)
18. L'ennemi intérieur (Darkling)
19. Défiance mortelle (Rise)
20. Le Fils préféré (Favorite Son)
21. Décalage temporel (Before and After)
22. La Vraie Vie (Real Life)
23. Chaînon manquant (Distant Origin)
24. L'échange (Displaced)
25. Scénario catastrophe (Worst Case Scenario)
26. Scorpion, première partie (Scorpion - Part One)

## Quatrième saison (1997-1998)
1. Scorpion, deuxième partie (Scorpion - Part Two)
2. Le Don (The Gift)
3. Le Jour de l'honneur[1] (Day of Honor)
4. Nemesis (Nemesis)
5. Révulsion (Revulsion)
6. Le Corbeau (The Raven)
7. Méthode scientifique (Scientific Method)
8. L'Année de l'enfer, première partie (Year of Hell - Part One)
9. L'Année de l'enfer, deuxième partie (Year of Hell - Part Two)
10. Vol de souvenirs (Random Thoughts)
11. Premier Vol (Concerning Flight)
12. La Vie après la mort (Mortal Coil)
13. Rêves éveillés (Waking Moments)
14. Le Message dans la bouteille (Message in a Bottle)
15. Les Chasseurs (Hunters)
16. La Proie (Prey)
17. Accusations (Retrospect)
18. Le Jeu de la mort, première partie (The Killing Game - Part One)
19. Le Jeu de la mort, deuxième partie (The Killing Game - Part Two)
20. Vis-à-vis (Vis à Vis)
21. La Directive Omega (The Omega Directive)
22. Inoubliable (Unforgettable)
23. La Preuve vivante (Living Witness)
24. Démon (Demon)
25. Seule (One)
26. Peur et Espoir (Hope and Fear)

## Cinquième saison (1998-1999)
1. Les Ombres de la nuit (Night)
2. Assimilation (Drone)
3. Risque extrême (Extreme Risk)
4. Dans la peau de l'ennemi (In the Flesh)
5. Il était une fois (Once Upon a Time)
6. Éternité (Timeless)
7. Régression (Infinite Regress)
8. Inhumain (Nothing Human)
9. Un mois ferme (Thirty Days)
10. Contrepoint (Counterpoint)
11. Image latente (Latent Image)
12. La Fiancée de Chaotica (Bride of Chaotica!)
13. Gravité (Gravity)
14. Un bonheur inespéré (Bliss)
15. Aux frontières des ténèbres, première partie (Dark Frontier - Part One)
16. Aux frontières des ténèbres, deuxième partie (Dark Frontier - Part Two)
17. Maladie d'amour (Disease)
18. Destination : néant (Course : Oblivion)
19. Le Combat (The Fight)
20. Les Médiateurs (Think Tank)
21. Le Cargo (Juggernaut)
22. Celui qui veille sur moi (Someone to Watch Over Me)
23. 23 H 59[2] (11:59)
24. L'U.S.S. Relativité (Relativity)
25. L'Ogive (Warhead)
26. L'U.S.S. Equinox, première partie (Equinox - Part One)

## Sixième saison (1999-2000)
1. L'U.S.S. Equinox, deuxième partie (Equinox - Part Two)
2. Instinct de survie (Survival Instinct)
3. Sur le grand fleuve de la mort (Barge of the Dead)
4. Des désirs pour des réalités (Tinker, Tenor, Doctor, Spy)
5. Alice (Alice)
6. Énigmes (Riddles)
7. Les Dents du Dragon (Dragon's Teeth)
8. Un petit pas... (One Small Step)
9. Le Complot (The Voyager Conspiracy)
10. Le Projet « Pathfinder »  (Pathfinder)
11. Hâvre de paix (Fair Haven)
12. En un clin d'œil (Blink of an Eye)
13. Virtuose (Virtuoso)
14. Mémorial (Memorial)
15. Tsunkatse (Tsunkatse)
16. Le Collectif borg (Collective)
17. Les Possédés (Spirit Folk)
18. Tu retourneras à la poussière (Ashes to Ashes)
19. Jeu d'enfant (Child's Play)
20. Le Guide et les égarés (Good Shepherd)
21. Arnaque et prospérité (Live Fast and Prosper)
22. Muse (Muse)
23. Furie (Fury)
24. Ligne de vie (Life Line)
25. Hantise sur le pont 12 (The Haunting of Deck Twelve)
26. Unimatrice zéro, première partie (Unimatrix Zero - Part One)

## Septième saison (2000-2001)
1. Unimatrice Zéro, deuxième partie (Unimatrix Zero - Part Two)
2. Imperfection (Imperfection)
3. La Course (Drive)
4. Répression (Repression)
5. Soins intensifs (Critical Care)
6. Mensonges (Inside Man)
7. Corps et Âme  (Body and Soul)
8. Le Nightingale (Nightingale)
9. De chair et de sang, première partie (Flesh and Blood - Part One)
10. De chair et de sang, deuxième partie (Flesh and Blood - Part Two)
11. Au cœur du temps (Shattered)
12. La Descendance (Lineage)
13. Cas de conscience (Repentance)
14. Les Rouleaux de la prophétie (Prophecy)
15. Le Vide (The Void)
16. Travaux forcés, première partie (Workforce - Part One)
17. Travaux forcés, deuxième partie (Workforce - Part Two)
18. Erreur humaine (Human Error)
19. En Q-uête de sens (Q2)
20. Divergences artistiques (Author, Author)
21. Friendship 1 (Friendship One)
22. La Loi de la nature (Natural Law)
23. La Colonie (Homestead)
24. L'Homme de la Renaissance (Renaissance Man)
25. La Fin du jeu, première partie (End Game - Part One)
26. La Fin du jeu, deuxième partie (End Game - Part Two)